# Nei panni di una bionda
Nei panni di una bionda (Switch) è un film del 1991, diretto da Blake Edwards ed interpretato da Ellen Barkin, JoBeth Williams e Jimmy Smits. 

## Trama
Steven Brooks, pubblicitario di successo, ha fortuna sia col lavoro che con le donne. Ne ha avute tantissime e le ha regolarmente scaricate dopo averle sedotte. Un giorno Steven riceve la telefonata di una delle sue tante ex, Margo, che lo invita a trascorrere la serata da lei, promettendogli una sorpresa. Steven accetta l'invito e nell'abitazione trova anche Liz e Felicia, altre due ex. Steven pregusta già una serata a luci rosse con le tre belle, ma queste tentano di ucciderlo in una vasca per vendicarsi di essere state scaricate. Steven sopravvive, ma poco dopo Margo gli scarica addosso tre colpi di pistola.
Steven si ritrova quindi in purgatorio dove Dio gli dice che, se vuole andare in Paradiso, deve ritornare in vita e trovare una donna che gli voglia veramente bene, in caso contrario finirà all'inferno. Steven torna quindi sulla terra, ma il diavolo ci mette lo zampino e, per rendergli ancora più difficile la missione e fargli provare di persona il male che ha fatto, lo trasforma in una donna. Sconvolto, Steven si accorge che - ovviamente - nessuno lo riconosce più e così decide di farsi passare per Amanda Brooks, sorellastra di Steven.
Per prima cosa, Amanda va da Margo e la ricatta, poi si fa assumere nell'azienda pubblicitaria dove lavorava Steven, dove si fa conoscere da Walter Stone, suo miglior amico e dal suo capo. Non dimentica la sua missione principale,  cioè trovare una donna che provi un po' d'amore per Steven, ma tra tutte le sue ex non ce n'è nemmeno una, tutte lo odiano. Per avere un posto nell'azienda, Amanda promette di concludere un affare con una produttrice di profumi, Sheila Faxton. Quest'ultima è lesbica e Amanda non ha problemi a sedurla, ma quando sta per avere un rapporto con la produttrice, Amanda si sente stranamente a disagio, incapace di gestire la situazione. Piantata da Sheila, che però accetta ugualmente l'incarico con l'azienda pubblicitaria, Amanda finisce inconsapevolmente col passare la notte assieme a Walter, accusandolo al risveglio di averla violentata.
Nel frattempo viene ritrovato il cadavere di Steven. Margo, per distogliere da sé ogni sospetto, nasconde la pistola a casa di Amanda e la fa arrestare. Sotto processo, Amanda non viene creduta dai giudici quando afferma di essere Steven e finisce in prigione. Cinque mesi dopo, Walter va a fare visita ad Amanda, scoprendo che è incinta. La donna è diabetica e soffre di pressione alta: il parto per lei rischia di essere letale. Tuttavia Amanda, molto colpita dal fatto che una vita stia crescendo dentro di lei, spiega a Walter che cosa unica e preziosa sia anche il solo fatto di poter sentire in sé questa nuova creatura e rifiuta quindi di abortire. Il giorno del parto, Amanda dà alla luce una bambina. Insieme a Walter abbraccia teneramente la piccola, riconoscendola come la cosa più bella della propria esistenza. Poi però, nonostante l'intervento dei medici, Amanda si aggrava rapidamente e muore quello stesso giorno.
Anni dopo, mentre Walter e la piccola depongono fiori sulla tomba di Amanda, la bambina ripete di voler bene alla mamma. Steven/Amanda li guarda dal paradiso: l'amore della figlia è stato infatti la sua redenzione. Dio si complimenta con lei per la bellissima bambina che ha fatto nascere e le assicura che potrà vederla crescere. La sola cosa che rimane a Steven da decidere è se vuole essere un angelo uomo o un angelo donna. È una scelta difficile, ma Dio gli risponde che ha tutta l'eternità per decidere.